# 百咲ひなの
百咲 ひなの（ももさき ひなの、1988年5月1日 - ）は、日本の元AV女優（キーストンプロダクション所属）。東京都出身。2011年10月13日、上原　もね（うえはら　もね）に改名し再デビュー。所属は不明。
趣味・特技:ショッピング、お菓子作り

## 略歴
- 2007年7月にアリスJAPAN専属女優としてAVデビュー。

- 2008年3月よりSODクリエイト専属に転じ、セルデビュー。

- 2008年11月発売の『48手アクメ人形』をもって引退。

- 引退後もブログの更新をしていたが、2009年10月を最後に更新が途絶えている。

- 2011年10月13日、上原もねに改名し再デビュー。

## 出演作品

### アダルトビデオ
2007年
- スレンダーガール （7月27日、アリスJAPAN） ※デビュー作
- モテ カワ スリム （8月31日、アリスJAPAN）
- 熱情ハードコア （9月28日、アリスJAPAN）
- 着ハメ!! （10月26日、アリスJAPAN）
- 騎乗位の女神 （11月23日、アリスJAPAN）
- 制服レイプ （12月28日、アリスJAPAN）

2008年
- 父、兄、教師。いけないセックス。 （1月25日、アリスJAPAN）
- アリスJAPAN 2009 (2008年11月14日、アリスJAPAN)
- セル降臨 徹底アナル丸見え 激ハメセックス （3月20日、SODクリエイト）
- 性感エステ×フルコース （4月17日、SODクリエイト）
- 120%H 同棲日記 （5月22日、SODクリエイト）
- SOD年鑑 (6月5日、SODクリエイト) 共演 : 琴乃、天海麗、範田紗々、板垣あずさ
- 失禁するほど…。 （6月19日、SODクリエイト）
- 給料詳細 （7月17日、SODクリエイト）
- 初中出し超高級ソープ嬢 （8月21日、SODクリエイト）
- 東京露出セックス （9月18日、SODクリエイト）
- 激痴漢地獄 （10月23日、SODクリエイト）
- 48手アクメ人形 （11月20日、SODクリエイト） ※引退作

2011年
- 女のカラダは８頭身ハイウエストで選ぶ　（10月13日、E-BODY）